# Minerve FC
Minerve SAC was een Belgische voetbalclub uit Antwerpen. De club was opgericht door het bedrijf Minerva en was actief in de jaren twintig.

## Geschiedenis

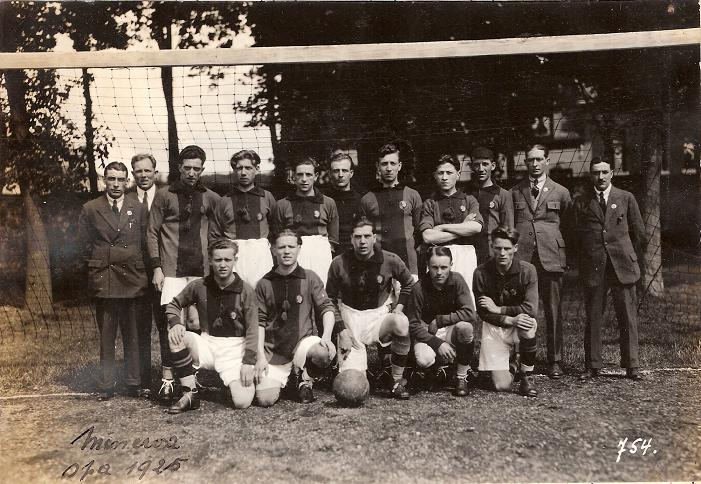
Minerve FC - match 01/06/1925 te Spa Standard - Minerve FC

De ploeg Minerve FC werd opgericht in 1920. In mei 1923 won de ploeg de "challenge diamant". Het vijfjarig bestaan werd gevierd met een banket in het Hotel Suisse. Op 29 april 1925 sloot de club zich uiteindelijk aan bij de Belgische Voetbalbond als 'Minerve Sport et Atletic Club Anvers. Men had geel-blauw als kleuren.
In 1931/32 speelde de club even in de nationale bevorderingsreeksen, in die tijd de Derde Klasse. Men werd echter laatste en zakte meteen weer. Op 19 november 1932 nam de club uiteindelijk ook ontslag bij de Belgische Voetbalbond.

## Bekende spelers
- Gustaaf Van Goethem (1922 - 1934)
- Nic Hoydonckx
- Eugeen Cauwelier (1932 - ....)